# Hans-Jürgen Niehof
Hans-Jürgen Niehof (* 10. Februar 1941 in Stettin) ist ein deutscher Informatiker und war Staatssekretär im Ministerium für Post- und Fernmeldewesen der DDR.

## Biografie
Hans-Jürgen Niehof wuchs in Stralsund auf. Nach Schulbesuch und Wehrdienst bis 1961 studierte er zunächst an der Universität Rostock Binnenhandelsökonomie, später von 1971 bis 1973 Datenverarbeitung. Er war dann bei der Deutschen Post in diesem Bereich tätig.
Niehof trat 1968 in die National-Demokratische Partei Deutschlands (NDPD) ein. Nach der Wende in der DDR beteiligte er sich an Reformprozessen und wurde 1990 im Ministerium für Post- und Fernmeldewesen der DDR stellvertretender Minister für Post und Pressevertrieb. In der Regierung de Maizière amtierte er ab 2. Mai 1990 als Parlamentarischer Staatssekretär im Ministerium für Post- und Fernmeldewesen. Nach dem Rücktritt des Ministers Emil Schnell bekleidete er ab August 1990 bis zur Wiedervereinigung geschäftsführend dessen Position. Anschließend wechselte Niehof in den Dienst der Deutschen Bundespost, wo er bis 2006 verschiedene Leitungspositionen innehatte.
Niehof wurde im Zuge der Vereinigung der NDPD mit liberalen Parteien 1990 zunächst Mitglied des Bundes Freier Demokraten, im August 1990 dann Mitglied der Freien Demokratische Partei (FDP).